# Тимофєєв Юрій Миколайович
Юрій Миколайович Тимофєєв (рос. Юрий Николаевич Тимофеев; нар. 31 жовтня 1957; Пушкін, Ленінград, СРСР) — радянський футболіст, нападник. Майстер спорту СРСР.

## Життєпис
Вихованець СДЮШОР Пушкінського району, тренер — Леонід Іванович Федоров і СДЮШОР «Зміна». З 1976 року — в складі «Зеніту». У чемпіонаті СРСР дебютував 22 травня 1978 року — в гостьовому матчі проти московського «Локомотива», вийшовши на заміну після перерви. 1979 рік провів у першій лізі в складі ленінградського «Динамо», в наступному році, знову граючи за «Зеніт», став бронзовим призером чемпіонату. У 1981 році за команду не грав, оскільки отримав річну дискваліфікацію. Вважався талановитим гравцем, але через велику конкуренцію серед нападників покинув «Зеніт».
Потім виступав за «Дніпро» Дніпропетровськ (1982, 1984—1985), «Колос» Нікополь (1982—1983), «Кривбас» Кривий Ріг (1986, 1988), «Крила Рад» Куйбишев (1987), «Вулкан» Петропавловськ-Камчатський (1989—1990), «Сталь» Гожице, Польща (1991—1992).

## Досягнення
- Вища ліга чемпіонату СРСР
  -  Бронзовий призер (1): 1980